# واريس ديري
واريس ديري (بالصومالية: Waris Diiriye) هي عارضة أزياء، وكاتبة، وممثلة، وناشطة اجتماعية صومالية من مواليد 1965، عملت كسفيرة خاصة للأمم المتحدة في الفترة من 1997 وحتى 2003.

## سنواتها الأولى
ولدت ديري لعائلة من البدو عام 1965 في جالكعيو بالصومال. وفي سن الثالثة عشر، رحلت إلى مقديشو هربًا من الزواج بالإكراه لرجل يكبرها كثيراً في السن حيث عاشت لفترة قصيرة مع شقيقتها الكبرى وعائلتها ثم انتقلت لاحقًا إلى لندن مع عدد من أقاربها وقد أقامت وعملت هناك مع عمها الذي كان سفيراً للصومال في المملكة المتحدة. وبعد انتهاء مدته، بقيت واريس في المدينة حيث عملت في ماكدونالدز وبدأت تحضر دروسًا ليلية لتعلم اللغة الإنجليزية.

## حياتها المهنية
تم اكتشاف واريس بمحض الصدفة من قبل المصور تيرينس دونوڤان الذي ساعدها في الظهور على غلاف نتيجة بيريللي السنوية لعام 1987. ومن هنا انطلقت مسيرتها في مجال عروض الأزياء حيث ظهرت في إعلانات العديد من الماركات العالمية مثل شانيل، ولوريال، وليفايس، وريڤلون. 
في 1987، لعبت ديري دورا ثانوياً في فيلم چيمز بوند «أضواء النهار الحية» "The Living Daylights"، وشاركت في عروض في لندن، وباريس، وميلان، ونيويورك، كما ظهرت في العديد من مجلات الموضة مثل «إل» "Elle" و«غلامور» "Glamour" و«ڤوج» "Vogue". 
وفي 1995، أنتجت البي بي سي فيلمًا وثائقيًا عن مسيرتها في عالم الأزياء يحمل اسم «فتاة من البدو في نيويورك» "A Nomad In New York".
وفي 1997، بينما هي في قمة شهرتها في عالم الأزياء، تحدث ديري لأول مرة مع الصحفية لورا ريڤ من مجلة «ماري كلير» "Marie Claire" عن الختان الذي تعرضت له خلال طفولتها، هي وشقيقتيها، بعمر الثالثة. خلال العام نفسه، عينتها منظمة الأمم المتحدة كسفيرة لها للقضاء على الختان. ولاحقًا قامت ديري بزيارة والدتها في مسقط رأسها بالصومال. 
في 1998، ألفت ديري أول كتابٍ لها وهو سيرة ذاتية بعنوان «زهرة الصحراء» "Desert Flower" وقد أصبح من أكثر الكتب مبيعًا على المستوى العالمي. ثم نشرت عدة كتب ناجحة من بينها: «فجر الصحراء» "Desert Dawn"، و«رسالة إلى والدتي»"Letter To My Mother" و«أطفال الصحراء» "Desert Children" الذي صدر بالتزامن مع حملة أوروبية لمكافحة الختان.
عام 2009، صدر فيلم روائي طويل مبني على كتابها «زهرة الصحراء»، وقد قامت بأداء دور واريس ديري عارضة الأزياء الاثيوبية لييا كيبيدي. وقد عرض الفيلم في عشرين دولة حتى الآن، من بينها: فرنسا، واسبانيا، واسرائيل، واليونان، وبولندا، والبرازيل. وقد فاز الفيلم بجائزة مهرجان باڤاريا السينمائي في ميونخ عن فئة «أفضل فيلم»، كما تم ترشيحه لنيل الجائزة الذهبية عن فئة «فيلم روائي متميز» في مهرجان جائزة الفيلم الألماني، كما نال جائزة الجمهور عن فئة «أفضل فيلم أوروبي» في مهرجان سان سيباستيان السينمائي الدولي.
عام 2010، عين الاتحاد الأفريفي وريس ديري سفيرة للسلام لعام السلام والأمن.

## الاعتداء عليها عليها واختفاؤها
في مارس 2004، تعرضت ديري لاعتداء في منزلها في مدينة ڤيينا بالنمسا وقد القي القبض على البرتغالي باولو أوجوستو، 26 عامًا، والذي تبين أنه كان يطاردها لمسافة ألف ميل عبر أوروبا حتى استطاع الوصول إلى شقتها من خلال التسلق عبر نافذة أحد الجيران.
صرح المتحدث باسم الشرطة: «كانت واريس في حالة من الرعب والصدمة لدرجة أنها سمحت له بالدخول.» وقد أصيبت واريس بجروح طفيفة عندما دفعها المعتدي فوقعت على الأرض. وقد رحل الرجل مستقلاً سيارة أجرة ثم عاد وقام بتحطيم زجاج إحدى نوافذ الدور السفلي للمبنى وقد القى القبض عليه عندما قام أحد الجيران بإبلاغ الشرطة، وحكم عليه بالسجن لمدة خمسة أشهر. وقد أفيد أن المتهم كان قد التقى بواريس قبل ستة أشهر من الحادث عندما كان شقيقه يعمل بمحل إقامتها السابق في مدينة ويلز، ولاحقاً قام باقتحام المنزل وسرقة عدد من ملابسها. 
وفي حادثة أخرى وقعت صباح الأربعاء 5 مارس 2008، اختفت واريس لمدة ثلاثة أيام خلال إقامتها في بروكسل ببلچيكا، وقد عثر عليها ضابط شرطة بلچيكي يوم الجمعة 8 مارس 2008.

## حياتها الشخصية
بعكس الاعتقاد الشائع، لا توجد صلة قرابة تربط واريس ديري بزميلتها عارضة الأزياء الصومالية إيمان. وفي كتابها «وردة الصحراء»، ذكرت واريس أن والدة إيمان هي صديقة مقربة لخالتها التي عاشت معها خلال فترة إقامتها بلندن. 
في مارس 2005، حصلت واريس على الجنسية النمساوية. بجانب ڤيينا، تقيم واريس أيضاً في مدينة غدانسك ببولندا. رغم عملها في مجال مكافحة ظاهرة تشويه الأعضاء التناسلية الأنثوية، قامت ديري بختان واحد من ابنائها على الأقل وأوضحت ذلك في تصريحها:
«قمنا بختان أليكي في المشفى بعد يوم من ولادته، لكن ذلك يختلف كثيراً عن تشويه الأعضاء التناسلية الأنثوية والذي لا يصح أبداً أن نطلق عليه ختان لأنه ليس كذلك. أما لدى الذكور فيتم القيام به لأسباب طبية لضمان النظافة. كان أليكي يبكي خلال ختانه لكنه توقف ما أن ضممته إليه، إنني رغم مشاعري القوية حيال تشويه الأعضاء التناسلية الأنثوية، كنت أعلم أنه لا بد من فعل ذلك. إن ابني يمتلك عضواً ذكرياً جميلاً. هو يبدو جيداً ونظيفاً للغاية.» 

## العمل الإنساني والجوائز والتكريمات
عام 1997، تركت ديري عملها في مجال عروض الأزياء للتركيز على مناهضة الختان، وقد عينت سفيرة خاصة للأمم المتحدة للقضاء على تشويه الأعضاء التناسلية الأنثوية في العام ذاته. وفي 2002، أسست جمعية «زهرة الصحراء» في ڤيينا بالنمسا، وذلك بهدف التوعية بمخاطر الختان. 
ومن ثم أسست ديري في يناير 2009، جمعية پى.پى.آر لكرامة وحقوق المرأة جنباً إلى جنب مع رئيس شركة پي.پى.آر المليونير الفرنسي فرانسوا هانری پینو وزوجته نجمة هوليوود سلمى حايك.
كما انشأت ديري جمعية «فجر الصحراء» "Desert Dawn" والتي تجمع الأموال لصالح المدارس والمستشفيات في وطنها بالصومال. بالإضافة إلى ذلك، تدعم ديري جمعية زيتز المعنية بالتنمية المستدامة وحفظ الأحياء. 
وقد فازت ديري بالعديد من الجوائز لعملها الإنساني وكتبها، من بينها: 
- جائزة سيدة العام (عام 2000) من مجلة جليمور"Glamour".[17]
- جائزة كورين (عام 2002) من المنظمة المظلة لتجارة الكتب الألمانية.[18]
- الجائزة العالمية النساء (عام 2004) من رئيس الاتحاد السوڤيتي السابق ميخائيل غورباتشوف.[19]
- جائزة الأسقف أوسكار روميرو من الكنيسة الكاثوليكية (عام 2005).
- وسام جوقة الشرف من الرئيس الفرنسي السابق نيكولا ساركوزي (عام 2007).[20]
- جائزة الأجيال من الجمعية الديموغرافية العالمية.[21]
- قلادة مارتن بوبر الذهبية الممنوحة من أوروايد (عام 2008)[22] والتي أسسها وارنو چانسن عام 1981.
- القلادة الذهبية لرئيس الجمهورية الإيطالية (عام 2010). من أجل إسهاماتها كناشطة في مجال حقوق الإنسان.[23]

## قائمة الأفلام والكتب

### الأفلام
- «أضواء النهار الحية» "The Living Daylights" (1987)

### الكتب
- «زهرة الصحراء» "Desert Flower" (1998)
- «فجر الصحراء» "Desert Dawn" (2004)
- «أطفال الصحراء» "Desert Children" (2005)
- «رسالة إلى والدتي» "Letter To My Mother" (2007)
- «امرأة سوداء، أرض بيضاء» "Schwarze Frau, weißes Land" (2010)
- «إنقاذ صفاء» "Saving Safaa" (2014)و

## وصلات خارجية
- واريس ديري على موقع IMDb (الإنجليزية)
- واريس ديري على موقع الموسوعة البريطانية (الإنجليزية)
- واريس ديري على موقع مونزينجر (الألمانية)
- واريس ديري على موقع ألو سيني (الفرنسية)
- واريس ديري على موقع ميوزك برينز (الإنجليزية)
- واريس ديري على موقع أول موفي (الإنجليزية)
- واريس ديري على موقع قاعدة بيانات الفيلم (الإنجليزية)
- واريس ديري على موقع دليل عارضات الأزياء (الإنجليزية)

- Desert Flower Foundation
- Waris Dirie at the Fashion Model Directory
- PPR-Foundation
- Reader's Digest version of Desert Flower
- Waris Dirie at the Internet Movie Database